# فونس (نارینو)
فونس (انگلیسی: Funes, Nariño) یک منطقه مسکونی در کلمبیا است.